# Misiones (departament)
Misiones – jeden z departamentów Paragwaju. Stolicą jest San Juan Bautista. Departament leży na południu kraju przy granicy z Argentyną (prowincja Corrientes). Sąsiądują z nim 4 departamenty: Ñeembucú od zachodu, Paraguarí od północy, Caazapá od północnego wschodu i Itapúa od wschodu.

## Dystrykty
Misiones dzieli się na 10 dystryktów:
1. Ayolas
2. San Ignacio
3. San Juan Bautista de las Misiones
4. San Miguel
5. San Patricio
6. Santa María
7. Santa Rosa
8. Santiago
9. Villa Florida
10. Yabebyry